# Karl Friedrich Nebenius

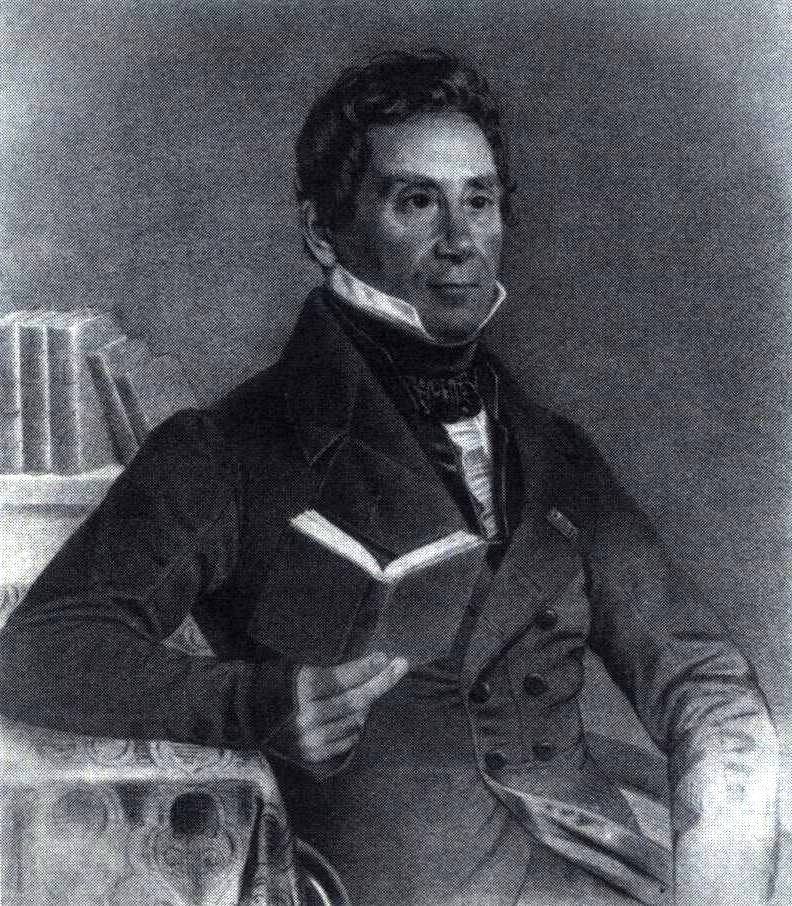
Karl Friedrich Nebenius

Karl Friedrich Nebenius (* 29. September 1784 in Rhodt; † 8. Juni 1857 in Karlsruhe) war ein badischer Beamter, liberaler Staatsminister und Freimaurer.

## Leben
Als Sohn von Johann Wilhelm Nebenius (Hofrat, badischer Amtmann in Rhodt und Mahlberg) geboren, war Nebenius nach einem juristischen Studium in Tübingen zwischen 1807 und 1849 in verschiedenen Positionen im badischen Staatsdienst tätig.
Er war der Autor der badischen Verfassung von 1818, entwarf die badische Maßordnung von 1828 und reformierte das Bildungswesen des Großherzogtums. Unter anderem führte er im Jahr 1832 eine umfassende Reorganisation der Polytechnischen Schule in Karlsruhe durch. Die Verbesserung der Infrastruktur war ein weiteres Tätigkeitsfeld von Nebenius. Er betrieb den Beitritt Badens zum Deutschen Zollverein 1836, den staatlich finanzierten Bau der badischen Eisenbahn von Mannheim nach Basel sowie den Bau des Mannheimer Hafens.
1807 trat Nebenius als Geheimer Sekretär beim Finanzdepartement in den badischen Staatsdienst und nutzte 1809 einen längeren Urlaub zu einem Aufenthalt in Paris und Besançon, um dort den Geschäftsgang der französischen Behörden zu studieren. Nebenius lernte sozusagen in der Praxis beim Administrator der Departments Doubs und Bas-Rhin, dem früheren Abgeordneten der französischen Nationalversammlung Jean Antoine Joseph Debry. Debry, der zugleich der Provinzialgroßmeister für Burgund des französisch-schweizerischen Freimaurerordens „Chevaliers bienfaisants de la Cité Sainte“ und Meister vom Stuhl der Freimaurerloge „Sincérité et la Parfaite Union“ in Besançon war, führte Nebenius während dieser Zeit in die Freimaurerei. 1810 zum Kreisrat in Durlach ernannt, wurde er 1811 in das Finanzministerium berufen, wo er mit dem späteren Finanzminister Christian Friedrich Böckh schwierige und komplizierte Aufgaben auf dem Gebiete der Organisation und der Gesetzgebung löste.
Es gehörten dazu die umfassende Revision des Steuerkatasters, die Einleitungen zum Vollzug der Gesetzgebung über die indirekten Steuern und die Umgestaltung des gesamten Staatsrechnungswesens. Dies waren gewaltige Aufgaben, wenn man bedenkt, dass einheitliche Richtlinien für eine Vielzahl von Territorien einzuführen waren, die bisher nicht zu Baden gehörten. Dies geschah in einer Zeit, in der die durch die napoleonischen Kriege und ihre Folgen der Staatskasse wie den Bewohnern des Landes auferlegten Lasten sich bis zum Unerträglichen steigerten.
Auch der Notstand, der, nach endlicher Herstellung des Friedens, in den Teuerungsjahren 1816 (Jahr ohne Sommer) und 1817 herrschte, nahm die Arbeitskraft von Nebenius sehr in Anspruch, sowohl durch die vermehrten Geschäfte im Finanzministerium als durch die anstrengende Tätigkeit in einer zur Linderung des Notstands besonders niedergesetzten „Immediatcommission“.
Nach langen, seit 1815 andauernden Verhandlungen unter der Führung von Ernst Philipp von Sensburg wurde Nebenius von Großherzog Karl beauftragt, einen neuen Entwurf einer Verfassungsurkunde auszuarbeiten, und auf Grund dieses Entwurfes erfolgte am 22. August 1818 die Verkündung der Verfassung des Großherzogtums Baden, der freiheitlichsten Verfassung in Deutschland zu dieser Zeit.
Die gründliche Kenntnis des Wirtschaftslebens nicht nur des eigenen Landes und der Nachbarstaaten, sondern auch – nach damaligen Begriffen – ferner Länder wie Großbritannien, belegten seine diesbezüglichen Veröffentlichungen. 1820 erschien sein klassisches Werk über den „öffentlichen Credit“, das Heinrich von Treitschke auf eine Stufe mit dem Werke David Ricardos stellt und als „eine unschätzbare Schule streng methodischen Denkens rühmt“, Wilhelm Roscher als „die beste Monographie in der volkswirthschaftlichen Literatur Deutschlands“ bezeichnete.
Als besonders herausragend gelten zudem Nebenius Bemerkungen über den Zustand Großbritanniens in staatswirthschaftlicher Hinsicht (1818), eine Schrift, die auch Deutschlands Handelsverhältnisse berührte und Verkehrsfreiheit im Innern, Grenzzölle nach Außen unter Einführung eines gemeinsamen Mauthsystemes an den Grenzen verlangte, und die (erst 1833 im Buchhandel veröffentlichte) Denkschrift über das deutsche Zollwesen.
Nebenius erschien ein deutscher Zollverein als das wirksamste Mittel zur Rettung aus dem herrschenden Notstand, unter dem Handel und Industrie Deutschlands zu erliegen drohten. Nebenius schwebte ein kleindeutscher Zollverein unter Ausschluss Österreich-Ungarns vor, wobei dieses Kaiserreich dem Zollverein per Handelsvertrag assoziiert werden sollte. Indem Nebenius in seiner Denkschrift die Notwendigkeit der Zollgemeinschaft betonte, wies er auch die Möglichkeit und die Bedingungen der Ausführung als erster deutscher Staatsmann nach.
Wenn dann auch die Gestaltung des späteren großen Deutschen Zollvereins von den Gedanken, denen Nebenius in jener Denkschrift Ausdruck gab, mannigfach abwich, so durfte ihr Urheber sich doch nach Abschluss des preußisch-hessischen Zollbundes der Anerkennung seiner Arbeit durch keinen Geringeren als Friedrich Eichhorn erfreuen, der am 28. November 1833 schrieb: „Zur großen Genugthuung wird es dem Verfasser gereichen, wenn er aus den Verträgen der jetzt zu einem gemeinsamen Zoll- und Handelssystem verbundenen Staaten ersehen wird, wie vollständig nunmehr die Ideen ins Leben getreten sind, welche von ihm schon im J. 1819 über die Bedingungen eines deutschen Zollvereins gehegt und bekannt gemacht worden sind.“
Nicht minderen Anteil hatte Nebenius an dem badischen Volksschulgesetz von 1835. Als im Jahr 1836 ein Konzessionsgesuch für einen Schienenweg durch die Rheinebene in geradester und kürzester Linie von Mannheim nach Basel bei der Regierung eingereicht wurde, bestanden in Deutschland nur ein paar kurze Bahnstrecken, die aus Privatmitteln erbaut waren. Dem zur Prüfung des Vorschlags niedergesetzten Regierungskomitee schlug Nebenius vor, die Bahn auf Staatskosten zu bauen. Sein später durch den Druck vervielfältigtes Gutachten, das einen weiten Blick mit Gründlichkeit und allseitiger Prüfung der einschlägigen Punkte verbindet, veranlasste 1838 den Landtag, dem Projekt zuzustimmen. Seiner Initiative und Energie ist auch der für die damaligen Verhältnisse sehr bedeutende Hafenbau in Mannheim zu verdanken. Nebenius hat mit diesen Projekten den wirtschaftlichen und politischen Zusammenhalt und Weiterentwicklung des neuen Landes Baden entscheidend gefördert.
1830 wurde Friedrich Nebenius das Kommenturkreuz des Zähringer Löwen-Ordens verliehen.
1838–39 und 1845–46 leitete er als Staatsminister (heute würde man sagen: Ministerpräsident) die badischen Regierungsgeschäfte. Im Oktober 1839 musste er auf Grund von Meinungsverschiedenheiten mit seinem konservativen Gegenspieler, Außenminister Friedrich Landolin Karl von Blittersdorf zurücktreten.
Im Rahmen der Revolution von 1848/1849 wurde Nebenius aus dem Staatsdienst entlassen. Er war Mitglied der Freimaurerloge Carl zur Eintracht in Mannheim und Leopold zur Treue in Karlsruhe. Nebenius hatte maßgeblichen Anteil daran, dass Freimaurerlogen im Großherzogtum Baden wieder öffentlich zugelassen wurden.

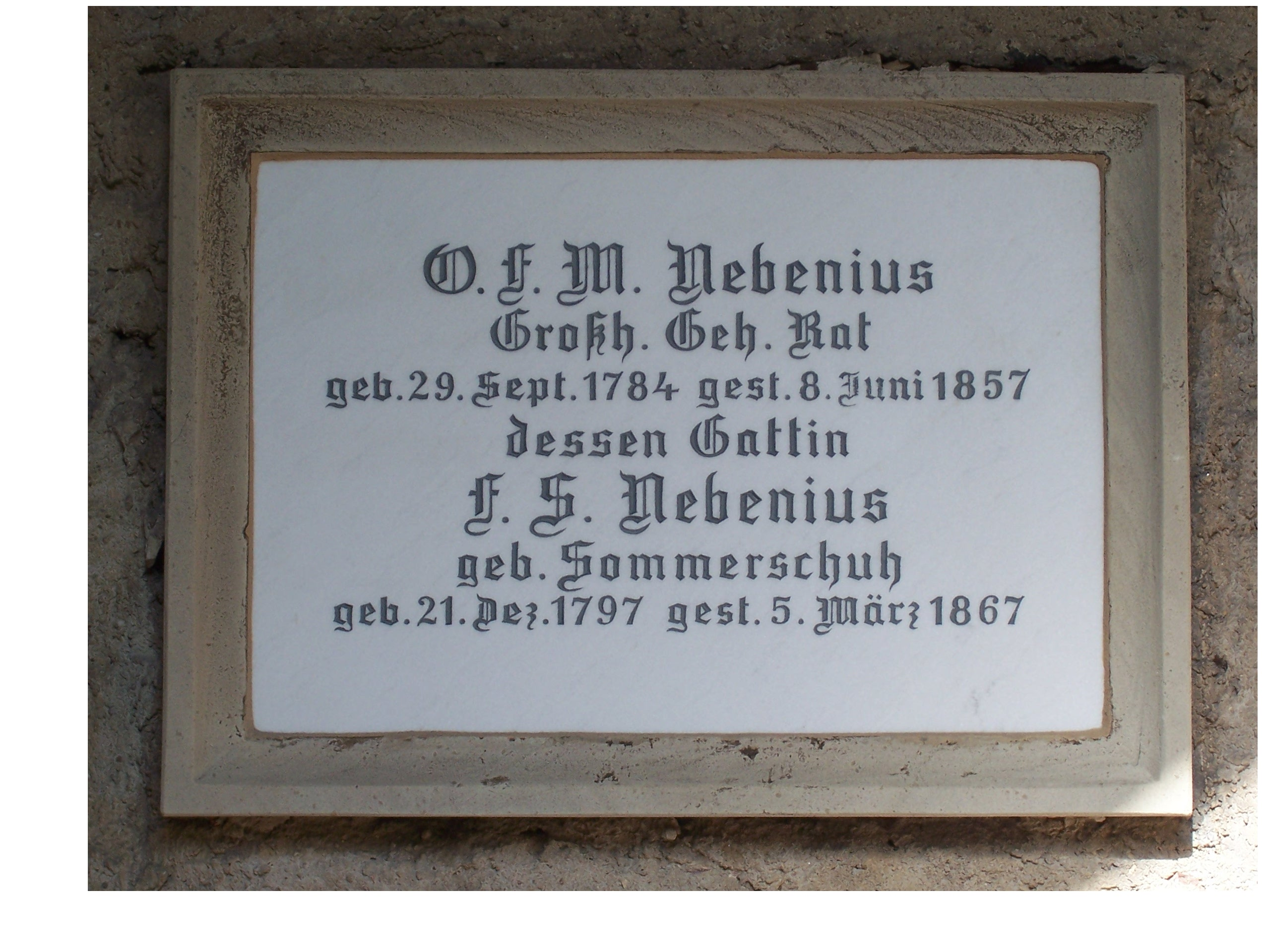
Grabplatte in der Gruftenhalle auf dem alten Friedhof in Karlsruhe

Nebenius war ein enger politischer und freimaurerischer Weggefährte von Karl Heinrich Rau, mit dem er sich auch familiär verband. Seine Tochter Albertine vermählte sich mit Raus Sohn und Freimaurerbruder Ludwig. Er war ferner ein Schwager des liberalen badischen Innenministers Ludwig Georg von Winter, mit dem er ebenfalls politisch sehr eng zusammenarbeitete.
Zu seinen Enkeln gehörte der Reichsgerichtsrat Ernst Heydweiller. Über ihn war Nebenius mit dem badischen Nationalliberalen und Bildungsminister Wilhelm Nokk verwandt.
Über seine Tante Albertine Franziska Nebenius war Karl Friedrich Nebenius auch mit dem französischen Juristen, Historiker, Topographen und Diplomaten Johann Benedikt Scherer verwandt.

## Werke
- Der öffentliche Credit. Dargestellt in der Geschichte und in den Folgen der Finanzoperationen der grossen europäischen Staaten seit Herstellung des allgemeinen Land- und Seefriedens, ihrer Massregeln zur Begründung oder Befestigung öffentlicher Creditanstalten, und der Begebenheiten in der Handelswelt, deren Wirkung damit zusammen getroffen. D. R. Marx'schen Buchhandlung, Carlsruhe 1820 Digitalisat (die 2. Auflage als: Über die Natur und die Ursachen des öffentlichen Credits, Staatsanleihen, die Tilgung der öffentlichen Schulden, den Handel mit Staatspapieren und die Wechselwirkung zwischen den Creditoperationen der Staaten und dem oekonomischen und politischen Zustande der Länder. ebenda 1829).
- Denkschrift für den Beitritt Badens zu dem zwischen Preußen, Bayern, Würtemberg, den beiden Hessen und mehreren andern deutschen Staaten abgeschlossenen Zollverein. Verlag der Chr. Fr. Müller'schen Hofbuchhandlung, Karlsruhe 1833, Digitalisat.
- Der deutsche Zollverein, sein System und seine Zukunft. Verlag der Chr. Fr. Müller'schen Hofbuchhandlung, Carlsruhe 1835 (Unveränderter Neudruck. Auvermann, Glashütten i. Ts. 1970), Digitalisat.